# パッミーコーラート
パッミーコーラート （タイ語: ผัดหมี่โคราช 、 RTGS: phat mi khorat 、発音 [pʰàt mìː kʰōː.râːt]）とは、多くの場合パパイヤのサラダ（ソムタム）とともに提供されるタイ王国の揚げ米粉麺である。乾燥ビーフン（どのような色のものでも構わない）はパッミーコーラートの主たる材料であり、ビーフンの他にもにんにく、エシャロット、豚肉、塩大豆、豆、魚醤、パームシュガー、赤唐辛子、黒醤油、水、ねぎ、もやしなどが用いられる。パッミーコーラートの起源は古代のナコーンラーチャシーマー県地方に遡ると考えられている。例えば、かつてナコンラチャシマー（略してコラート）の領民は、一般的にそのほとんどが農民であり、農民らは古い米を乾燥米麺の形に加工して保存していた。